# Championnats de France d'été de natation 1984
Navigation
Édition précédente Édition suivante
Les Championnats de France de natation en grand bassin 1984 été se sont déroulés du 12 au 15 août 1984 à Paris. La piscine Georges-Vallerey est le cadre des épreuves de ces championnats.

## Podiums

### Hommes
| Discipline           | Or                                                                           | Temps            | Argent                                    | Temps         | Bronze                                    | Temps         |
| Nage libre           |                                                                              |                  |                                           |               |                                           |               |
| 50 m                 | Stéphan Caron Club des Vikings de Rouen                                      | 23 s 59          |                                           |               |                                           |               |
| 100 m                | Stéphan Caron Club des Vikings de Rouen                                      | 51 s 23          |                                           |               |                                           |               |
| 200 m                | Dominique Bataille Cercle des nageurs de Marseille                           | 1 min 53 s 22    |                                           |               |                                           |               |
| 400 m                | Franck Iacono Racing Club de France                                          | 4 min 00 s 56    |                                           |               |                                           |               |
| 1 500 m              | Franck Iacono Racing Club de France                                          | 15 min 49 s 07   |                                           |               |                                           |               |
| Dos                  |                                                                              |                  |                                           |               |                                           |               |
| 50 m                 | Frédéric Delcourt Cercle des nageurs de Marseille                            | 27 s 63          |                                           |               |                                           |               |
| 100 m                | Frédéric Delcourt Cercle des nageurs de Marseille                            | 59 s 02          |                                           |               |                                           |               |
| 200 m                | Frédéric Delcourt Cercle des nageurs de Marseille                            | 2 min 06 s 00    |                                           |               |                                           |               |
| Brasse               |                                                                              |                  |                                           |               |                                           |               |
| 50 m                 | Nicolas Boucher Dauphins du TOEC                                             | 30 s 17          |                                           |               |                                           |               |
| 100 m                | Nicolas Boucher Dauphins du TOEC                                             | 1 min 05 s 04    |                                           |               |                                           |               |
| 200 m                | Thierry Pata Natation 66                                                     | 2 min 19 s 59    |                                           |               |                                           |               |
| Papillon             |                                                                              |                  |                                           |               |                                           |               |
| 50 m                 | Xavier Savin Cercle des Nageurs du Havre                                     | 25 s 35          |                                           |               |                                           |               |
| 100 m                | Xavier Savin Cercle des Nageurs du Havre                                     | 57 s 41          | H. Estubier ASPTT Nancy                   | 58 s 03       | L. Peterman ES Massy                      | 58 s 09       |
| 200 m                | Lionel Horter Mulhouse Olympic Natation                                      | 2 min 04 s 55 RF | M. Maillot SFOC                           | 2 min 08 s 88 | J-N.Moine Cercle des nageurs de Marseille | 2 min 10 s 32 |
| 4 nages              |                                                                              |                  |                                           |               |                                           |               |
| 200 m                | Nicolas Granger USM Romilly                                                  | 2 min 09 s 81    | M.Laloum ES Massy                         | 2 min 10 s 57 | J. Metzger Mulhouse Olympic Natation      | 2 min 12 s 19 |
| 400 m                | Nicolas Granger USM Romilly                                                  | 4 min 37 s 10    | Alain Schneberger Dauphins de Saint-Louis | 4 min 38 s 66 | S. Bota Dauphins du TOEC                  | 4 min 40 s 92 |
| Relais               |                                                                              |                  |                                           |               |                                           |               |
| 4 × 100 m nage libre | CN Marseille J. Favre Frédéric Delcourt J-N. Moine Marc Lazzaro              | 3 min 33 s 42    | Club des Vikings de Rouen                 | 3 min 35 s 67 | Cercle des Nageurs d'Avignon              | 3 min 36 s 05 |
| 4 × 200 m nage libre | Cercle des nageurs d'Avignon Olivier Orsoni G. Dallenbach E. Michel P. Laget | 7 min 51 s 04    | CN Marseille                              | 7 min 52 s 48 | Mulhouse Olympic Natation                 | 7 min 52 s 81 |
| 4 × 100 m 4 nages    | Dauphins du TOEC R.Boucher N.Boucher T.Chastel J.Pradines                    | 3 min 58 s 72    | Mulhouse Olympic Natation                 | 4 min 01 s 46 | Cercle des nageurs de Marseille           | 4 min 02 s 97 |